# 上丰江站
上丰江站（韓語：상풍강역）是朝鮮民主主義人民共和國慈江道慈城郡的一個鐵路車站，属于北部内陆线和雲峰線。

## 邻近车站
北部内陆线
松三站 - 上丰江站 - 雲峰站
雲峰線
上丰江站 - 舊雲峰站